# 王先通
王先通（约17世纪—1644年），明王朝最后一任新建伯，南明新建伯王业泰之父，王守仁之曾孙
。

## 生平
浙江余姚人，王守仁之曾孙。字季贯，号则阳，崇祯十三年（1640年），承袭新建伯爵位。
任前军都督府都督，负责京城卫戍，掌通州、通州左右三衛親軍。
明崇祯十七年（1644年）三月，李自成率军攻打京师，王先通负责镇守齐化门，寡不敌众，城门被李军攻破。王氏亲下城门与李军搏击巷战，击杀数人后被闖军擒获。闖军认为王先通冒袭爵位，非真正新建伯，在九月初一日将其诛杀。因拒不投降、大骂闖军而被割舌剖心，斩首示众，血以祭军旗，至此距王先通袭爵仅四年。
南明福王附祀旌忠祠。

## 家庭
家族世系：
- 四世祖：王华
  - 曾祖：王守仁
    - 祖父：王正亿
      - 父：王承恩（王正亿三子，第三代新建伯王承勋弟）
- 二子：
  - 长子：王业泰。字士和，南明福王时袭封新建伯，为新建伯王氏家族最后一代伯爵。
  - 次子：王业耀。